# Giải vô địch bóng đá trẻ châu Á 1974
Giải vô địch bóng đá trẻ châu Á 1974 diễn ra tại Băng Cốc, Thái Lan.

## Vòng bảng

### Bảng A
| VT | Đội               | ST | T | H | B | BT | BB | HS  | Đ | Giành quyền tham dự |
| -- | ----------------- | -- | - | - | - | -- | -- | --- | - | ------------------- |
| 1  | Iran              | 3  | 3 | 0 | 0 | 10 | 0  | +10 | 6 | Vòng loại trực tiếp |
| 2  | Singapore         | 3  | 2 | 0 | 1 | 5  | 1  | +4  | 4 | Vòng loại trực tiếp |
| 3  | Việt Nam Cộng hòa | 3  | 1 | 0 | 2 | 1  | 8  | −7  | 2 |                     |
| 4  | Philippines       | 3  | 0 | 0 | 3 | 0  | 7  | −7  | 0 |                     |

| Iran | 1–0 | Singapore |
| ---- | --- | --------- |
|      |     |           |

| Việt Nam Cộng hòa | 1–0 | Philippines |
| ----------------- | --- | ----------- |
|                   |     |             |

| Iran | 5–0 | Philippines |
| ---- | --- | ----------- |
|      |     |             |

| Singapore | 1–0 | Philippines |
| --------- | --- | ----------- |
|           |     |             |

| Iran | 4–0 | Việt Nam Cộng hòa |
| ---- | --- | ----------------- |
|      |     |                   |

| Singapore | 4–0 | Việt Nam Cộng hòa |
| --------- | --- | ----------------- |
|           |     |                   |

### Bảng B
| VT | Đội       | ST | T | H | B | BT | BB | HS | Đ | Giành quyền tham dự |
| -- | --------- | -- | - | - | - | -- | -- | -- | - | ------------------- |
| 1  | Ấn Độ     | 3  | 2 | 1 | 0 | 4  | 2  | +2 | 5 | Vòng loại trực tiếp |
| 2  | Hồng Kông | 3  | 0 | 3 | 0 | 3  | 3  | 0  | 3 | Vòng loại trực tiếp |
| 3  | Miến Điện | 3  | 1 | 1 | 1 | 2  | 2  | 0  | 3 |                     |
| 4  | Lào       | 3  | 0 | 1 | 2 | 2  | 4  | −2 | 1 |                     |

| Hồng Kông | 1–1 | Lào |
| --------- | --- | --- |
|           |     |     |

| Ấn Độ | 1–0 | Lào |
| ----- | --- | --- |
|       |     |     |

| Hồng Kông | 0–0 | Miến Điện |
| --------- | --- | --------- |
|           |     |           |

| Ấn Độ | 1–0 | Miến Điện |
| ----- | --- | --------- |
|       |     |           |

| Ấn Độ | 2–2 | Hồng Kông |
| ----- | --- | --------- |
|       |     |           |

| Miến Điện | 2–1 | Lào |
| --------- | --- | --- |
|           |     |     |

### Bảng C
| VT | Đội            | ST | T | H | B | BT | BB | HS | Đ | Giành quyền tham dự |
| -- | -------------- | -- | - | - | - | -- | -- | -- | - | ------------------- |
| 1  | Hàn Quốc       | 3  | 3 | 0 | 0 | 7  | 2  | +5 | 6 | Vòng loại trực tiếp |
| 2  | Malaysia       | 3  | 2 | 0 | 1 | 5  | 5  | 0  | 4 | Vòng loại trực tiếp |
| 3  | Cộng hòa Khmer | 3  | 1 | 0 | 2 | 7  | 6  | +1 | 2 |                     |
| 4  | Nepal          | 3  | 0 | 0 | 3 | 4  | 10 | −6 | 0 |                     |

| Malaysia | 2–1 | Cộng hòa Khmer |
| -------- | --- | -------------- |
|          |     |                |

| Hàn Quốc | 2–1 | Nepal |
| -------- | --- | ----- |
|          |     |       |

| Cộng hòa Khmer | 6–2 | Nepal |
| -------------- | --- | ----- |
|                |     |       |

| Hàn Quốc | 2–0 | Cộng hòa Khmer |
| -------- | --- | -------------- |
|          |     |                |

| Malaysia | 2–1 | Nepal |
| -------- | --- | ----- |
|          |     |       |

| Hàn Quốc | 3–1 | Malaysia |
| -------- | --- | -------- |
|          |     |          |

### Bảng D
| VT | Đội      | ST | T | H | B | BT | BB | HS  | Đ | Giành quyền tham dự |
| -- | -------- | -- | - | - | - | -- | -- | --- | - | ------------------- |
| 1  | Thái Lan | 3  | 3 | 0 | 0 | 11 | 0  | +11 | 6 | Vòng loại trực tiếp |
| 2  | Nhật Bản | 3  | 2 | 0 | 1 | 8  | 2  | +6  | 4 | Vòng loại trực tiếp |
| 3  | Đài Loan | 3  | 1 | 0 | 2 | 3  | 4  | −1  | 2 |                     |
| 4  | Brunei   | 3  | 0 | 0 | 3 | 1  | 17 | −16 | 0 |                     |

| Thái Lan | 7–0 | Brunei |
| -------- | --- | ------ |
|          |     |        |

| Nhật Bản | 1–0 | Đài Loan |
| -------- | --- | -------- |
|          |     |          |

| Thái Lan | 3–0 | Đài Loan |
| -------- | --- | -------- |
|          |     |          |

| Nhật Bản | 7–1 | Brunei |
| -------- | --- | ------ |
|          |     |        |

| Thái Lan | 1–0 | Nhật Bản |
| -------- | --- | -------- |
|          |     |          |

| Đài Loan | 3–0 | Brunei |
| -------- | --- | ------ |
|          |     |        |

## Vòng loại trực tiếp
|  | Tứ kết     | Tứ kết     |            |   | Bán kết       | Bán kết       |  |  | Chung kết | Chung kết |
|  |            |            |            |   |               |               |  |  |           |           |
|  | 24 tháng 4 |            |            |   |               |               |  |  |           |           |
|  |            |            |            |   |               |               |  |  |           |           |
|  | Ấn Độ      | 1(4)       |            |   |               |               |  |  |           |           |
|  | Ấn Độ      | 1(4)       | 28 tháng 4 |   |               |               |  |  |           |           |
|  | Singapore  | 1(1)       |            |   |               |               |  |  |           |           |
|  | Singapore  | 1(1)       | Ấn Độ      | 2 |               |               |  |  |           |           |
|  | 25 tháng 4 |            | Ấn Độ      | 2 |               |               |  |  |           |           |
|  |            | Thái Lan   | 1          |   |               |               |  |  |           |           |
|  | Thái Lan   | Thái Lan   | 1          | 2 |               |               |  |  |           |           |
|  | Thái Lan   |            | 30 tháng 4 | 2 |               |               |  |  |           |           |
|  | Malaysia   | 0          |            |   |               |               |  |  |           |           |
|  | Malaysia   | 0          | Ấn Độ      | 2 |               |               |  |  |           |           |
|  | 24 tháng 4 |            | Ấn Độ      | 2 |               |               |  |  |           |           |
|  |            | Iran       | 2          |   |               |               |  |  |           |           |
|  | Iran       | Iran       | 2          | 3 |               |               |  |  |           |           |
|  | Iran       | 28 tháng 4 |            | 3 |               |               |  |  |           |           |
|  | Hồng Kông  | 0          |            |   |               |               |  |  |           |           |
|  | Hồng Kông  | 0          | Iran       | 3 |               |               |  |  |           |           |
|  | 25 tháng 4 |            | Iran       | 3 |               |               |  |  |           |           |
|  |            | Hàn Quốc   | 0          |   | Tranh hạng ba | Tranh hạng ba |  |  |           |           |
|  | Hàn Quốc   | Hàn Quốc   | 0          | 2 | Tranh hạng ba | Tranh hạng ba |  |  |           |           |
|  | Hàn Quốc   |            | 30 tháng 4 | 2 |               |               |  |  |           |           |
|  | Nhật Bản   | 1          |            |   |               |               |  |  |           |           |
|  | Nhật Bản   | 1          | Thái Lan   | 1 |               |               |  |  |           |           |
|  |            |            |            |   |               |               |  |  |           |           |
|  | Hàn Quốc   | 2          |            |   |               |               |  |  |           |           |
|  | Hàn Quốc   | 2          |            |   |               |               |  |  |           |           |

### Tứ kết
| Ấn Độ             | 1–1 | Singapore |
| ----------------- | --- | --------- |
|                   |     |           |
| Loạt sút luân lưu |     |           |
|                   | 4–1 |           |

| Iran | 3–0 | Hồng Kông |
| ---- | --- | --------- |
|      |     |           |

| Hàn Quốc | 2–1 | Nhật Bản |
| -------- | --- | -------- |
|          |     |          |

| Thái Lan | 2–0 | Malaysia |
| -------- | --- | -------- |
|          |     |          |

### Bán kết
| Iran | 3–0 | Hàn Quốc |
| ---- | --- | -------- |
|      |     |          |

| Thái Lan | 1–2 | Ấn Độ |
| -------- | --- | ----- |
|          |     |       |

### Tranh hạng ba
| Thái Lan | 1–2 | Hàn Quốc |
| -------- | --- | -------- |
|          |     |          |

### Chung kết
| Ấn Độ | 2–2 Chia sẻ danh hiệu | Iran |
| ----- | --------------------- | ---- |
|       |                       |      |

| Giải vô địch bóng đá trẻ châu Á 1974 |
| ------------------------------------ |
| · Ấn Độ · Lần đầu tiên               |

| Giải vô địch bóng đá trẻ châu Á 1974 |
| ------------------------------------ |
| · Iran · Lần thứ hai                 |